# 少女榧螺
少女榧螺（学名：Oliva carneola）为榧螺科榧螺屬下的一个种。